# Tambellup Shire
Tambellup Shire var en kommun i Western Australia, Australien. Kommunen, som låg 330 kilometer sydsydost om Perth, i regionen Great Southern, hade en yta på 1 436 kvadratkilometer, och en folkmängd på 659 enligt 2006 års folkräkning. Huvudort var Tambellup. Den 1 juli 2008 upphörde den att existera och slogs samman med Broomehill Shire för att bilda Shire of Broomehill-Tambellup.